# الدورادو (آرکانزاس)
الدورادو (آرکانزاس) (به انگلیسی: El Dorado, Arkansas) یک شهر در ایالات متحده آمریکا با جمعیت ۱۸٬۸۸۴ نفر است که در آرکانزاس واقع شده‌است.

## موقعیت جغرافیایی
موقعیت جغرافیایی شهرها و مناطق اطراف به شرح زیر است: